# Thói đảo trang

Một nam giới người Sicily thuộc Ý mặc đảo trang thành nữ Tây Ban Nha, được chụp bởi Wilhelm von Gloeden vào cuối thế kỷ 19

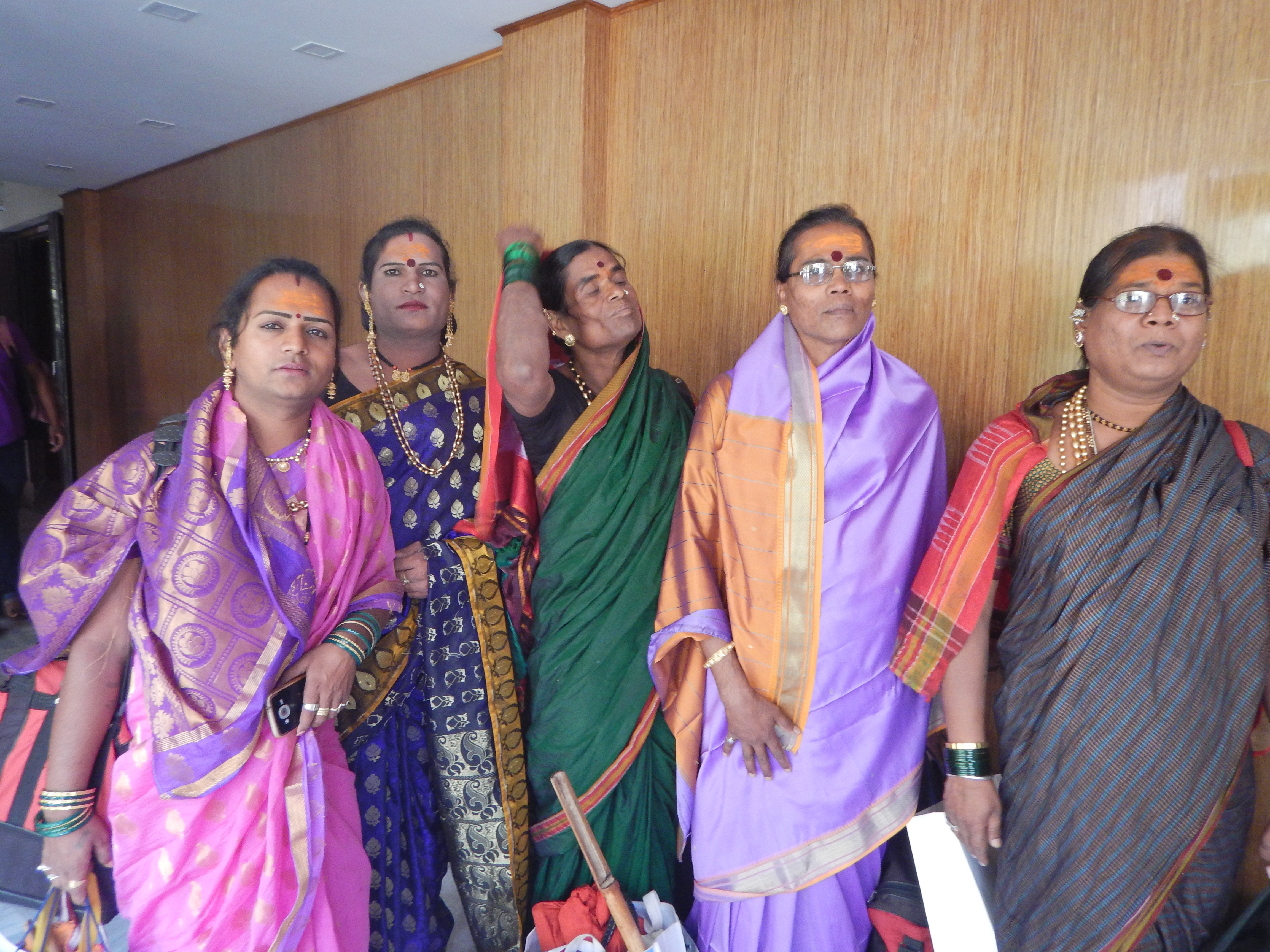
Jogappa của Nam Ấn Độ được kết nối với nữ thần Yellamma

Transvestism, thói đảo trang hay biến trang phích (tiếng Trung: 变装癖; tiếng Trung: 變裝癖; bính âm: biàn zhuāng pǐ) là thực hành ăn mặc theo cách truyền thống kết hợp với trang phục khác giới, gọi là đảo trang (cross-dressing). Ở một số nền văn hóa, transvestism được thực hiện vì lý do tôn giáo, truyền thống hoặc nghi lễ. Trong khi đó transvestite là những người đảo trang, còn gọi là cross-dresser, gồm đàn ông mặc quần áo phụ nữ và ngược lại.

## Lịch sử
Mặc dù thuật ngữ này được đặt ra vào cuối những năm 1910 bởi Magnus Hirschfeld, hiện tượng này không phải là mới. Nó được nhắc đến trong Kinh thánh Do Thái. Là một phần của phong trào đồng tính luyến ái của Weimar Đức thuở ban đầu, một phong trào transvestite đầu tiên bắt đầu hình thành từ giữa những năm 1920, dẫn đến việc thành lập các tổ chức đầu tiên và tạp chí transvestite đầu tiên, Das 3. Geschlecht. Sự trỗi dậy của chủ nghĩa xã hội quốc gia đã ngăn chặn phong trào này từ năm 1933 trở đi.

### Thuật ngữ
Từ này đã trải qua một số lần thay đổi nghĩa kể từ lần đầu tiên được đặt ra và vẫn được sử dụng theo nhiều nghĩa khác nhau. Ngày nay, thuật ngữ transvestite thường bị coi là lỗi thời và mang tính xúc phạm, với thuật ngữ cross-dresser được sử dụng như một sự thay thế thích hợp hơn. Điều này là do thuật ngữ transvestite trong lịch sử được sử dụng để chẩn đoán các rối loạn y tế, bao gồm cả rối loạn sức khỏe tâm thần và quá độ được coi là một chứng rối loạn, nhưng thuật ngữ cross-dresser được đặt ra bởi cộng đồng chuyển giới. Tuy nhiên, trong một số trường hợp, thuật ngữ transvestite được xem là thích hợp hơn để sử dụng bởi các thành viên của cộng đồng chuyển giới thay vì những người bên ngoài cộng đồng này, và một số đã sử dụng lại từ này.

### Nguồn gốc của thuật ngữ

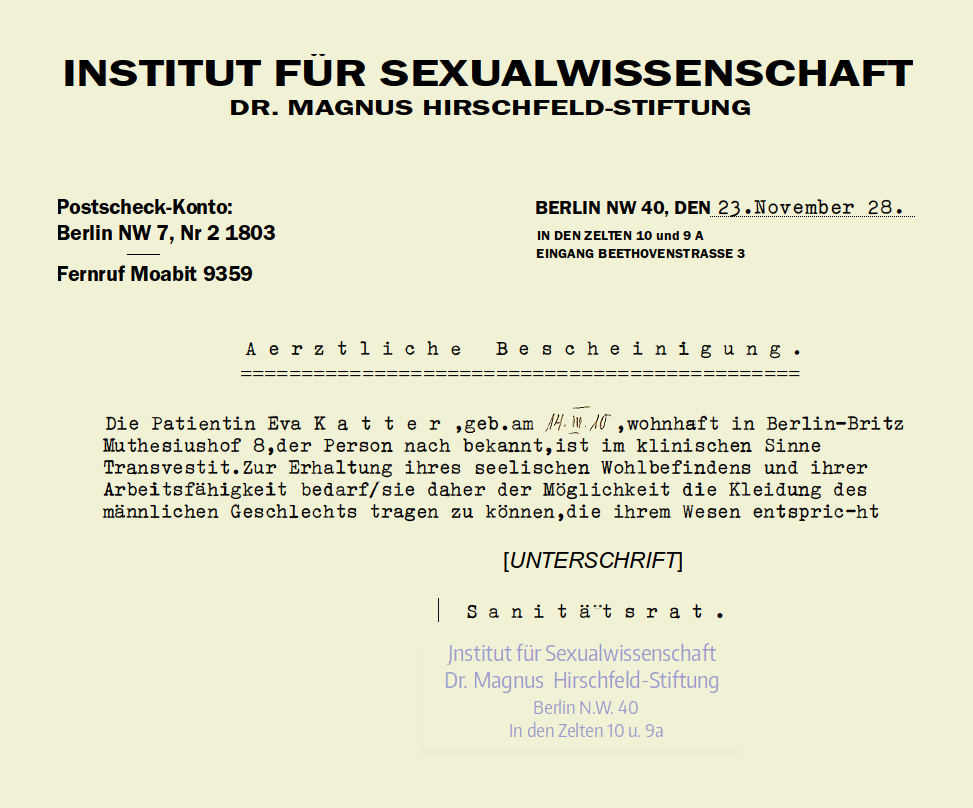
Giấy chứng nhận người đảo trang năm 1928 cho phép Gert Katter, một trans man từ nữ sang nam, một trong những bệnh nhân của Hirschfeld, mặc quần áo nam.

### Người đảo trang

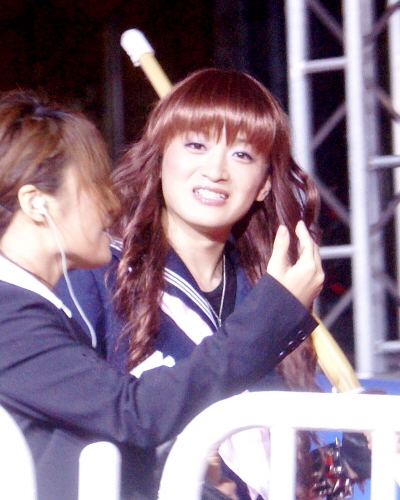
Yakkun Sakurazuka đảo trang thành nữ sinh

## Thư viện hình ảnh

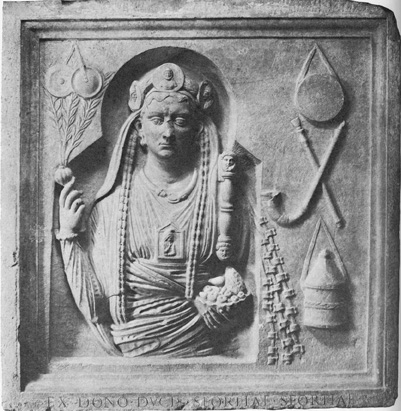
Linh mục/ nữ tu sĩ Archigallus của La Mã cổ đại.
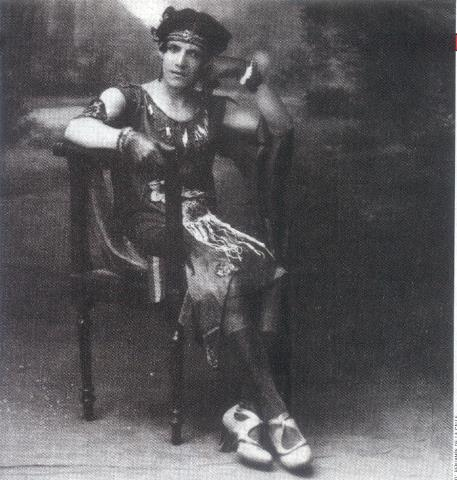
Một bức ảnh năm 1927 của Álvaro Echavarría ("El excluido") ở Cúcuta, Colombia
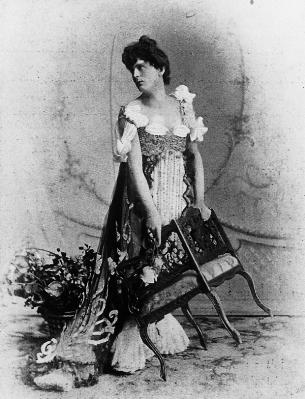
Nam tước von Teschenberg, người Đức đảo trang, một trong những người sáng lập Ủy ban Khoa học-Nhân đạo
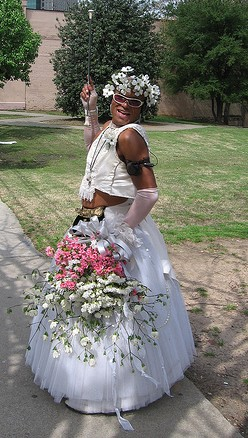
Một người Mỹ đảo trang hiện đại.
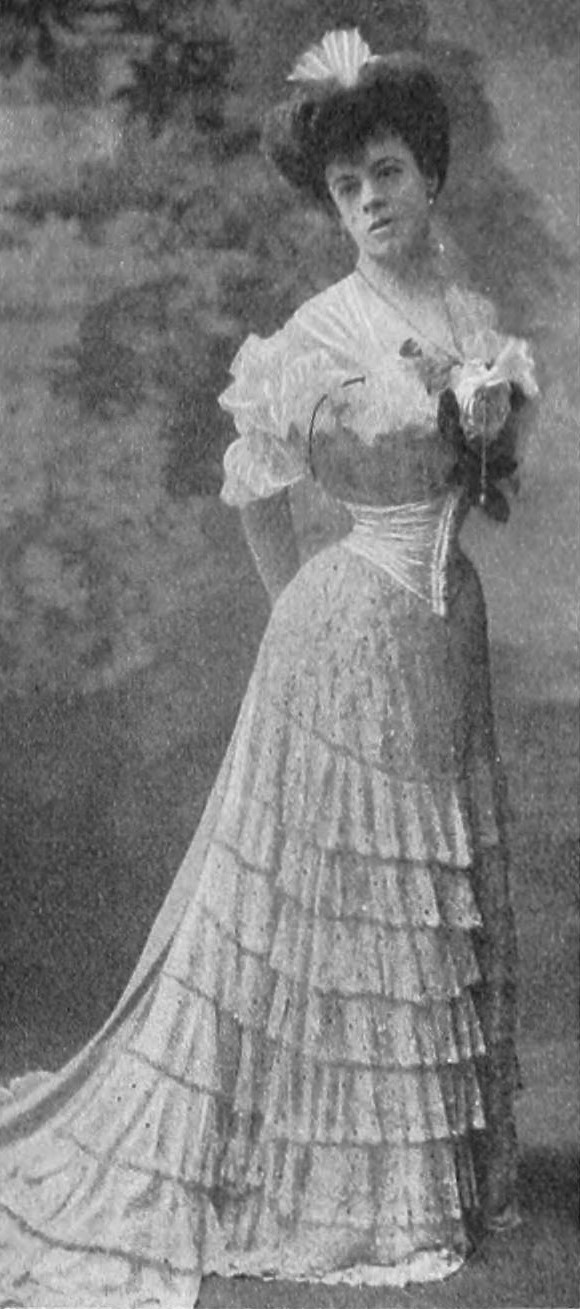
Một bức ảnh thế kỷ 19 về femminiello, một nền văn hóa cổ xưa của việc đảo trang ở Naples, Ý
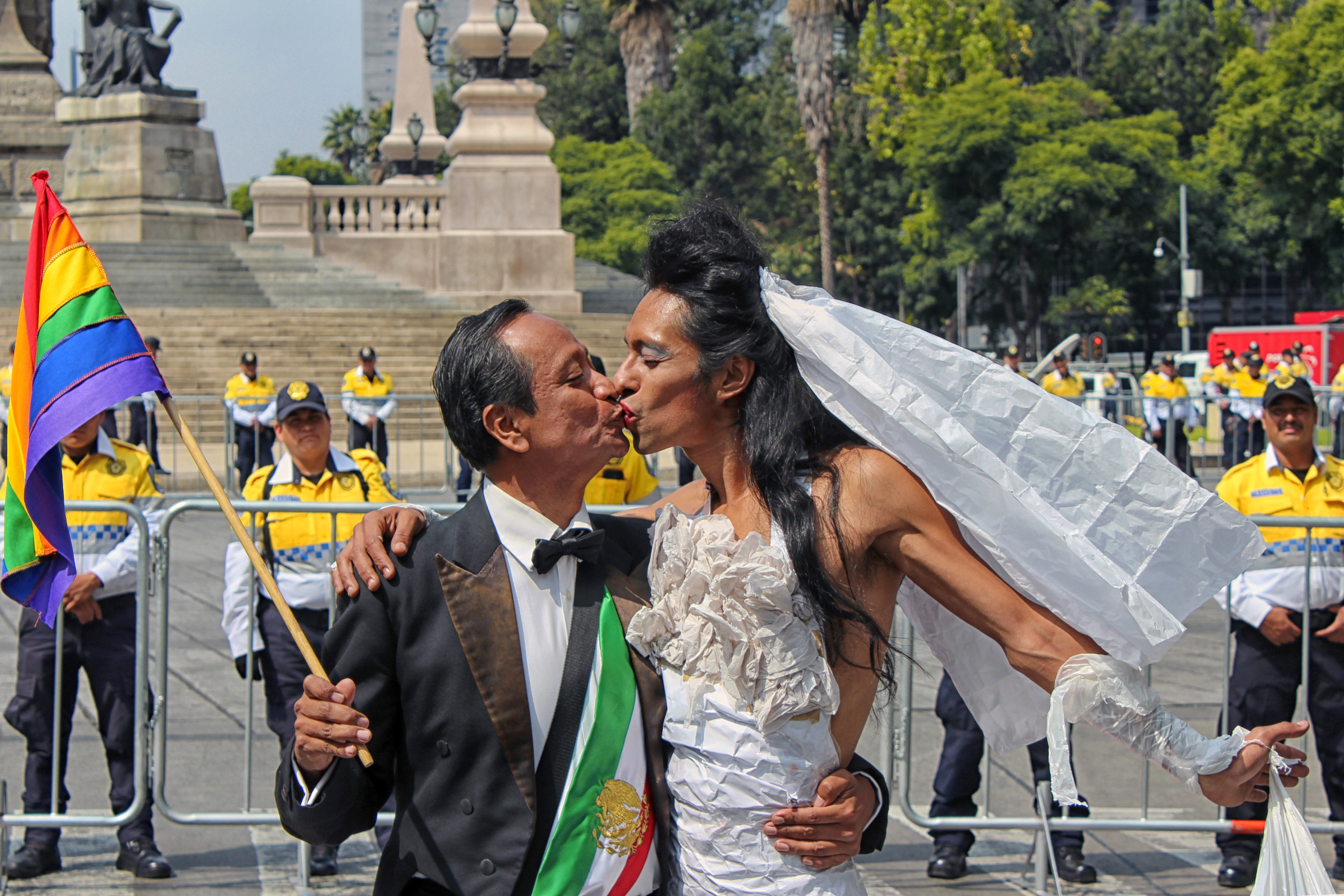
Một người đàn ông đồng tính và một người đảo trang nam đang hôn nhau trong một cuộc biểu tình, Mexico City